# IPhone SE (prima generazione)
L'iPhone SE di prima generazione è uno smartphone progettato e commercializzato da Apple, e parte della linea iPhone.
SE è acronimo di Special Edition, come comunicato dal vice presidente di marketing Phil Schiller.
È stato presentato il 21 marzo 2016 al quartier generale Apple a Cupertino ed è stato reso disponibile il 31 marzo 2016 al pubblico americano.
I preordini online sono cominciati il 24 marzo negli Stati Uniti e il 29 marzo in Italia. L'iPhone SE ha affiancato l'iPhone 6 come fascia di prezzo nella linea iPhone; combina al suo interno il processore e la fotocamera posteriore migliorati, e diverse altre funzioni prese dall'iPhone 6s, con il display da 4 pollici e lo stile dell'iPhone 5s. Le uniche differenze estetiche rispetto all'iPhone 5s sono la disponibilità del colore oro rosa, i bordi smussati non più lucidi e il logo Apple inciso in acciaio inossidabile, oltre alla scritta "SE" posta nel retro del dispositivo.
Successore dell'iPhone SE di prima generazione è l'iPhone SE di seconda generazione, presentato il 15 aprile 2020.

## Posizionamento nel mercato
L'ultima grande riprogettazione della linea iPhone ha portato a schermi con dimensioni maggiori (4,7 pollici per iPhone 6 e 5,5 per iPhone 6 Plus). Un numero significativo di clienti, tuttavia, preferiva ancora le dimensioni dello schermo da 4 pollici di iPhone 5 e 5s. Il 5s è stato, infatti, il secondo iPhone più popolare dopo il 6, tant'è che all'evento di presentazione Apple ha dichiarato di aver venduto 30 milioni di iPhone con display da 4 pollici nel 2015. Inoltre, il design di iPhone 5 e 5s è considerato da tempo come "il bambino d'oro del design dei telefoni Apple e un punto di riferimento per i telefoni in generale", mentre il design dei successivi iPhone 6 e iPhone 6s furono meno acclamati dalla critica. iPhone 5 è stato descritto da Apple come "eleganza radicata nel modo in cui l'alluminio e la lavorazione del vetro si fondono insieme". Era semplice, ma anche sostanziale, diverso dall'iPhone 6, che è solamente di dimensioni maggiori. Inoltre, a differenza degli angoli arrotondati onnipresenti su iPhone 6, iPhone 5 si è fatto apprezzare per il design.
La tendenza di posizionamento del prodotto di Apple nel mercato (in Nord America e Europa occidentale), è cominciata con iPhone 4S (rilasciato nel mese di ottobre 2011), che ha dato ad ogni modello appena rilasciato un anno come telefono di punta, per poi passare alla fascia media durante il suo secondo anno di produzione, e diventare al terzo e ultimo anno come l'offerta entry-level prima dell'interruzione della sua produzione. Mentre si aspettava che l'iPhone 5s fosse destinato a continuare a rimanere in vendita fino a settembre 2016, è stato rimpiazzato e il suo processore A7 vuole significare che Apple ha ridotto la sua finestra di supporto del circuito integrato degli iPhone di un anno. Inoltre, il nuovo lancio di iPhone è stato pensato per stimolare la domanda, dato che le vendite di iPhone 6s e iPhone 6s Plus non hanno soddisfatto le aspettative in quanto dal loro rilascio a settembre 2015 la famiglia iPhone avrebbe potuto presto soffrire il suo primo trimestre in negativo nel 2016.

## Design
| Colorazioni | Colorazioni     | Colorazioni |
| Nome        | Nome            | Fronte      |
| ----------- | --------------- | ----------- |
|             | Grigio siderale | Nero        |
|             | Argento         | Bianco      |
|             | Oro             | Bianco      |
|             | Oro rosa        | Bianco      |

Il design esterno dell'iPhone SE è identico a quello dell'iPhone 5s, con l'eccezione dei bordi opachi, il logo Apple in acciaio inossidabile e la scritta SE incisa sul retro. Apple ha dichiarato che i contenitori e le custodie create per iPhone 5 e iPhone 5s sono compatibili con iPhone SE avendo le stesse identiche dimensioni.

## Hardware
L'iPhone SE dispone di Touch ID ,non aggiornato alla seconda generazione, più veloce ed efficiente. Manca anche il barometro, introdotto con l'iPhone 6, usato per misurare l'altitudine relativa in base alla pressione dell'aria.

### Fotocamere
iPhone SE dispone di una nuova fotocamera posteriore da 12 MP, con:
- Diaframma con apertura ƒ/2.2
- Obiettivo a cinque elementi
- Zoom digitale 5x
- Live Photos con stabilizzazione
- Mappatura locale dei toni
- Rilevamento volti
- Flash True Tone
- Rivestimento dell’obiettivo in cristallo di zaffiro
- Sensore BSI (backside illumination)
- Filtro IR ibrido
- Autofocus con Focus Pixels
- Tocca & metti a fuoco con Focus Pixels
- Controllo esposizione
- Riduzione del rumore
- HDR automatico per le foto
- Panorama (fino a 63 megapixel)
- Stabilizzazione automatica dell’immagine
- Modalità scatto in sequenza
- Timer autoscatto
- Geotagging delle foto

La fotocamera anteriore arriva a 5 MPx di risoluzione, con:
- Foto da 1,2 megapixel
- Diaframma con apertura ƒ/2.4
- Retina Flash
- Registrazione video HD (720p)
- HDR automatico per le foto
- Sensore BSI (backside illumination)
- Rilevamento volti
- Modalità scatto in sequenza
- Controllo esposizione
- Timer autoscatto

### Video
- Registrazione video 4K a 30 fps
- Registrazione video HD (1080p) a 30 fps o 60 fps
- Registrazione video HD (720p) a 30 fps
- Zoom digitale 3x
- Flash True Tone
- Stabilizzazione video di qualità cinematografica (1080p e 720p)
- Video con autofocus continuo
- Rilevamento volti
- Riduzione del rumore
- Video in slow-motion (1080p a 120 fps; 720p a 240 fps)
- Video Time-lapse con stabilizzazione
- Scatta foto da 8MP mentre filmi in 4K
- Zoom durante la riproduzione video
- Geotagging dei video

### Schermo
L'iPhone SE possiede un Display Retina da 4" con risoluzione da 1136 × 640 pixel; il layer multi-touch è integrato nel display grazie ai sensori inseriti, permettendo ad Apple di eliminare uno strato (tecnologia In-Cell). Come per gli altri iPhone, il vetro dell'iPhone SE è antigraffio e rivestito di un materiale oleorepellente a prova di impronte. La densità di pixel è di 326 ppi (pixel-per-inch o pixel per pollice). Come i modelli precedenti, l'iPhone SE è dotato di un sensore di luce ambiente per regolare automaticamente la luminosità dello schermo.

### Tasti fisici
Come l'iPhone 5 e l'iPhone 5S, il telefono presenta un totale di cinque tasti fisici, tra cui il pulsante Home, a cui viene integrato il sensore capacitivo di impronte digitali Touch ID, sotto il display che riporta al menu principale, i due pulsanti del volume, l'interruttore silenzioso/blocco rotazione, sullo stesso lato, e il pulsante accensione/standby, nella parte posteriore. Questo iPhone dispone del Touch ID di prima generazione, in grado di riconoscere le impronte digitali come alternativa al codice di sblocco o all'inserimento di password in determinate applicazioni.

### Video
L'iPhone SE può effettuare registrazioni video in 4K a 30 fps, in 1080p a 30 fps o 60 fps, e in HD 720p a 30 fps. Può fare video in Time-Lapse con stabilizzazione e in Slow-Motion da 1080p a 120 fps e 720p a 240 fps. La stabilizzazione è stata migliorata ulteriormente rispetto al iPhone 5s, portandola alla qualità cinematografica (1080p e 720p), inoltre Scatta foto da 8 MP mentre si fanno video in 4K, possiede l'autofocus continuo, il riconoscimento dei volti, la riduzione del rumore, zoom 3x, zoom durante la riproduzione video e il geotagging.

### Capacità e colorazioni disponibili
L'iPhone SE era disponibile con capacità da 16 e 64 GB fino al 22 marzo 2017 e con capacità da 32 e 128 GB fino alla sua dismissione. I dati vengono memorizzati su una memoria flash integrata e non vi è possibilità di espansione, se non con servizi di archiviazione virtuale come iCloud o hardware di terze parti.
l'iPhone SE come l'iPhone 6s, incorpora il processore Apple A9 e il co-processore di movimento M9, è dotato di 2 GB di RAM e ha il supporto alla tecnologia NFC.
L'iPhone SE era disponibile in quattro colorazioni differenti: 
- Grigio Siderale con la cornice frontale nera
- Argento con la cornice frontale bianca
- Oro con la cornice frontale bianca
- Oro Rosa con la cornice frontale bianca.

### Alimentazione
L'iPhone SE ha una batteria integrata ricaricabile agli ioni di litio da 1624 mAh. Le varie specifiche di durata dichiarate sono:

#### Autonomia in conversazione
- fino a 14 ore su rete 3G

#### Navigazione internet
- fino a 12 ore su rete 3G
- fino a 13 ore su rete 4G LTE
- fino a 13 ore su rete Wi‑Fi

#### Riproduzione video
- fino a 13 ore

#### Riproduzione audio
- fino a 50 ore

#### Autonomia in standby
- fino a 10 giorni

### Riproduzione audio
Formati audio supportati: AAC (da 8 a 320 Kbps), Protected AAC (da iTunes Store), HE-AAC, MP3 (da 8 a 320 Kbps), MP3 VBR, Dolby Digital (AC-3), Dolby Digital Plus (E-AC-3), Audible (formati 2, 3, 4, Audible Enhanced Audio, AAX e AAX+), Apple Lossless, AIFF e WAV.
Livello di volume massimo configurabile dall’utente.

## Software
iPhone SE nasce con iOS 9.3, attualmente è compatibile con iOS 15, supporta le novità esclusive di iPhone 6, come Apple Pay, e iPhone 6s, come le Live Photo e Siri sempre attiva con l'attivazione vocale tramite il comando Ehi, Siri.

## Problemi conosciuti
Il dispositivo ha avuto un problema con il Bluetooth che è stato poi risolto con l'aggiornamento di iOS 9.3.2.

## Prestazioni
Nonostante iPhone SE condivida lo stesso fattore di forma di iPhone 5s, gli aggiornamenti interni hanno portato a una maggiore velocità di elaborazione e una migliore qualità della fotocamera, ma anche incrementato l'autonomia della batteria, che risulta essere superiore rispetto all'iPhone 6s.

## Costi di produzione
Secondo un report di iSuppli IHS, la componentistica dell'iPhone SE, escludendo quindi la manodopera, avrebbe un prezzo corrispondente a circa 156,20 dollari. In particolare la cifra maggiore per un singolo componente, pari a 20 dollari, apparterrebbe alla protezione del display in Gorilla Glass. Essendo una commistione tra l'iPhone 5s e il 6s, il prezzo più contenuto rispetto ai precedenti modelli (199 dollari per iPhone 5s e 236 dollari per iPhone 6s) è dovuto probabilmente alle minori spese di progettazione e sviluppo.